# Берестейська фортеця-герой (меморіальний комплекс)
Меморіальний комплекс «Берестейська фортеця-герой» — меморіальний комплекс присвячений захисникам Берестейської фортеці під час оборони Берестя від німецьких військ у 1941 році. Розташований на території фортеці (Берестя, вулиця Героїв оборони Брестської фортеці, № 60) у східній частині цитаделі при впадінні Мухавця в Західний Буг і є об'єктом Історико-культурної цінності Республіки Білорусь міжнародного значення. До складу комплексу також входить Музей оборони Берестейської фортеці. Урочисте відкриття, на якому були присутніми понад 600 ветеранів німецько-радянської війни, відбулося 25 вересня 1971 року.

## Історія
Центральний Комітет Комуністичної партії Білорусі у Постанові «Про відзначення 20-річчя визволення Радянської Білорусі» схвалив пропозицію про будівництво пам'ятника в Брестській фортеці за рахунок коштів, зібраних для цього народом. У банку відкрили спеціальний рахунок. Відзначаючи виняткові заслуги захисників Брестської фортеці перед Батьківщиною та на ознаменування 20-річчя Перемоги радянського народу у Великій Вітчизняній війні, Президія Верховної Ради СРСР Указом від 8 травня 1965 року присвоїла Брестській фортеці почесне звання «Фортеця‑герой» з врученням ордена Леніна та медалі «Золота Зірка», які пізніше були передані меморіалу.
Рада Міністрів БРСР Постановою від 23 липня 1966 року № 295 затвердила творчу групу та доручила їй виконати проект пам'ятника захисникам фортеці. До неї увійшли: скульптори Олександр Кібальніков (керівник авторського колективу), Андрій Бембель, Володимир Бобиль, архітектори Володимир Король, Валентин Занкович, Георгій Сисоєв, Олег Стахович, Віктор Волчек, Юрій Казаков.
У розробці проекту активну участь взяли інженери-конструктори: М. Гордін (головний конструктор проекту), М. Метс, Л. Рошаль — головний інженер-світлотехнік, Л. Васильєва — інженер з енергопостачання, А. Смольський — інженер з сантехніки. Протягом 1967—1969 років авторський колектив розробив остаточне творче рішення всього меморіального комплексу, виконав моделі та робочі креслення всіх споруд комплексу та його благоустрою. Після формування загальної ідеї ансамблю, виготовлення ескізів та моделей основних елементів було розроблено генеральний план. Як основні будівельні матеріали прийняті найбільш міцні — бетон та залізобетон, природний камінь — сірий та червоний граніт, лабрадорит; для облицювання обеліска — титановий метал.
Рада Міністрів БРСР Постановою від 29 квітня 1967 року № 139 затвердила проектне завдання на будівництво меморіального комплексу. У травні 1968 року розпочато роботи з будівництва меморіалу. У жовтні 1969 року проект меморіалу прийнято реалізації. Одночасно з будівництвом меморіалу проводилася робота з консервації руїн оборонних споруд, казарм та інших споруд. Вони також стали частиною меморіалу.

## Архітектура
|                  |
| Монумент «Жага». |

У єдиному архітектурно-мистецькому ансамблі меморіалу представлені руїни старої фортеці, місця боїв, монументальні скульптурні композиції.
Головний вхід у комплекс є врізаним у вал залізобетонним паралелепіпедом з висіченою в ньому п'ятикутною зіркою. Блок підтримується укосом фортечного валу. Ширина проходу головного входу — 18,5 метрів, довжина залізобетонного блоку — 44 метри, висота — 10 метрів, ширина — 35 метрів. Стіни проходу облицьовані полірованим темним гранітом, який контрастує з руїнами казематів, що виступають у прорізі. При вході звучать позивні Центральної радіостанції Радянського Союзу — мелодія «Пісня про Батьківщину» композитора Ісака Дунаєвського, голос Юрія Левітана, який сповіщає про віроломний напад фашистської Німеччини на СРСР, пісня композитора Олександра Александрова «Священная война», звуки бомбардування та стріянини. Зовні розташована дошка з текстом присвоєння фортеці почесного звання «герой».
Від головного входу алея веде через міст до Церемоніальної площі, на якій відбуваються масові заходи. Площа вміщує 25—30 тисяч чоловік. Ліворуч від мосту, на березі Мухавця, скульптурна композиція «Жага» — фігура радянського воїна, що простягає шолом до води. Довжина скульптурної композиції — 13 метрів. До Церемоніальної площі примикають музей і руїни Білого палацу.
У центрі меморіалу — головний монумент: голова воїна з мужніми рисами обличчя, яка виступає із брили — прапора; висота скульптури — понад 30 метрів. На монументі — барельєфи, які відображають епізоди із оборони фортеці. Поруч обеліск-багнет — символ радянської зброї, воїнської слави та доблесті. Висота конструкції — 104,5 метри, вага — 62 тонни.
Перед монументом і багнетом-обеліском у три ряда встановлені чорні гранітні плити, під якими захоронені 833 загиблих воїна; горить Вічний вогонь. На плитах викарбувані імена 207 чоловік, інші залишилися невідомими. 9 травня 1985 року біля Вічного вогню було закладено меморіальний майданчик міст-героїв Радянського Союзу. Звучить мелодія «Мрії» Роберта Шумана. Тут щоденно несуть почесну вахту юнармійці Посту Пам'яті, створеного в 1972 році. Зміна варти відбувається через 20 хвилин. Під гранітними плитами із зображенням медалі «Золота Зірка» встановлені капсули із землею міст-героїв, доставлені сюди їхніми делегаціями.

## Інше
6 травня 2016 року вінницький художник Аркадій Павлюк у Вінницькому художньому музеї передав у дар Меморіальному комплеку 48 своїх полотен створених у 1960—1970-х роках, коли автор зустрічався з захисниками фортеці.